# Wreck (álbum)
Wreck es el séptimo álbum de Unsane, lanzado el 20 de marzo de 2012 por Alternative Tentacles.

## Track listing
Todas las canciones escritas y compuestas por Unsane, except "Ha Ha Ha" by Flipper. 
| N.º | Título       | Duración |  |
| 1.  | «Rat»        | 4:09     |  |
| 2.  | «Decay»      | 4:34     |  |
| 3.  | «No Chance»  | 4:27     |  |
| 4.  | «Pigeon»     | 4:07     |  |
| 5.  | «Metropolis» | 2:39     |  |
| 6.  | «Ghost»      | 3:45     |  |
| 7.  | «Don't»      | 4:16     |  |
| 8.  | «Stuck»      | 6:17     |  |
| 9.  | «Roach»      | 3:54     |  |
| 10. | «Ha Ha Ha»   | 2:56     |  |

## Personal
Unsane
- Dave Curran – bajo, voz, diseño
- Vincent Signorelli – batería
- Chris Spencer – voz, guitarra, fotografía

Producción y personal adicional
- Carl Saff – mastering
- Andrew Schneider – producción, mezcla, grabación
- Unsane – producción
- Jammi York – fotografía